# Fernand Jourdant
Fernand Jourdant, né le 3 février 1903 à Flers (Orne) et mort le 2 janvier 1956 à Toulouse, est un escrimeur français, ayant pour arme l'épée.
Il est champion olympique d'escrime en épée par équipes aux Jeux olympiques d'été de 1932 à Los Angeles.

## Lien externe

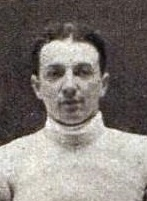
Fernand Jourdant en 1932 (Los Angeles).